# Ухошино
Ухошино — опустевшая деревня в Бежаницком районе Псковской области России. Входит в состав сельского поселения Полистовское.

## География
Деревня находится в восточной части Псковской области, в пределах Бежаницкой возвышенности, на левом берегу реки Полисти, на расстоянии примерно 41 километра (по прямой) к северо-востоку от посёлка городского типа Бежаницы, административного центра района. Абсолютная высота — 93 метра над уровнем моря.

### Часовой пояс
Деревня Ухошино, как и вся Псковская область, находится в часовой зоне МСК (московское время). Смещение применяемого времени относительно UTC составляет +3:00.

## История
До 2010 года населённый пункт входил в состав ныне упразднённой Цевельской волости.

## Природа
Ухошино находится в Полистовском заповеднике. В нём обитают и останавливаются на миграциях около 200 видов
птиц. Их учёт начинается у деревни Цевло и заканчивается на реке Полисть за деревней Ухошино.
Возле Ухошино находится горелое болото, где растут: береза белая, сосна обыкновенная; ольха чёрная; мшистая подстилка, а на верховых и переходных болотах в районе деревни — Sphagnum papillosum. На зимнике около деревни найдена форма жёлтого цвета внешне похожая на S. papillosum.
В водоёме Березовое обитают плотва, окунь, щука, красноперка, золотой карась, линь, вьюн.

## Население
| 2001 | 2002 | 2010 |
| ---- | ---- | ---- |
| 4    | ↘0   | →0   |